# Царев мост
Царев мост (серб. Carev most), иногда по-русски Царский мост — арочный мост через долину реки Зета в Черногории близ города Никшич, один из красивейших мостов в стране, местная достопримечательность.

## Описание
Назван в честь русского царя Александра III, спонсировавшего его постройку в 1894 году. Охраняется государством. Отличается значительной длиной (270 м) и большим числом пролётов (18), высота са́мого высокого пролёта 13 м. По длине мост значительно превышает ширину реки: это обусловлено изначальным наличием там большого болота, осушенного во времена правления Иосипа Броз Тито. Фактически в настоящее время саму́ реку, заключённую на этом участке в XX веке в бетонные берега, пересекает лишь один пролёт, и в этом месте под основным пролётом имеется небольшой пешеходный мост.
По мосту проходит автодорога местного значения, связывающая расположенный севернее Никшич с расположенными южнее сельскими населёнными пунктами и объектами в гористой местности (в частности, со старинным замком Пандурица и монастырём Острог). Направление дороги дублирует построенную позже и западнее автотрассу E762 и идущую параллельно железную дорогу, которые связывают Никшич и Подгорицу, проходя через горы по нескольким туннелям. С северной стороны моста дорога в Никшич идёт по насыпи высотой около 12 м и длиной около 600 м.

## История

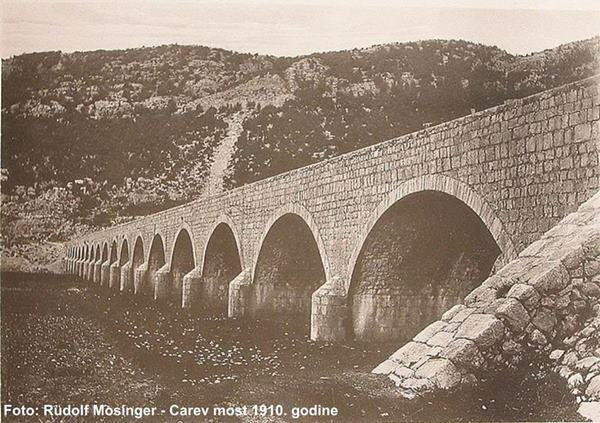
Фото Рудольфа Мозингера, 1910 г.

Мост из тёсаного камня в местности Сливлье возник при правлении черногорского князя Николы Петровича-Негоша (впоследствии короля), который был в хороших отношениях с русской династией Романовых. После освобождения Никшича от турок в 1877 году и когда в 1878 году по требованию России и решению Берлинского конгресса Восточная Герцеговина была присоединена к Черногории, князь Никола хотел надёжно соединить город с остальной страной. Для этого он договорился с правившим в России Александром III о финансировании моста и дороги в Подгорицу, и русский император оплатил строительство зерном. Проект, ставший крупнейшим черногорским проектом того времени, разработал архитектор Йосип Сладе из хорватского города Трогир, строивший также многие другие объекты в Никшиче и Черногории. Мост заложен 23 мая 1894 года при участии главы Госсовета Божо Петровича-Негоша. Руководил строительством Милош Лепетич (Miloš Lepetić), работы вели наёмные каменщики и военные. По повелению князя Николы в каждый столб моста при строительстве была встроена золотая монета. Строительство было завершено в рекордный 6-месячный срок. День открытия моста, 20 октября 1894 года, совпал с днём смерти Александра III. Сооружение получило официальное название «Мост царя Александра III». Изначально к реке Зете в этом месте примыкало большое болото, что и обусловило большу́ю длину моста. В XX веке болото осушили, русло реки изменили и укрепили берега бетоном, над водой остался один самый высокий пролёт моста, внизу под этим пролётом через реку был построен пешеходный дублирующий мост.